# Johannes Hymmonides
Johannes Hymmonides (Johannes Diaconus), römischer Geistlicher und Schriftsteller (* um 825; † zwischen 880 und 882), wurde bekannt als Biograph Papst Gregors des Großen.

## Leben
Über das Leben des Diakons Johannes mit dem Beinamen Hymmonides ist nur wenig Gesichertes bekannt. Aus seinen eigenen Schriften wissen wir, dass er wohl aus vermögenden Verhältnissen stammte, da er von einem größeren Besitz in Rom spricht. Als Geburtsjahr wird etwa das Jahr 825 angenommen, da er vermutlich der als „Joannes diaconus“ benannte Teilnehmer der römischen Synode von 853 ist. Umstritten ist, ob er im Laufe seines Lebens Mönch in Montecassino war. In den Regesten aus dieser Zeit findet sich der Hinweis, dass Hymmonides zusammen mit Gauderich von Velletri und Stephan von Nepi im Jahr 868 auf Betreiben Papst Hadrians II. durch Ludwig II. begnadigt wurde. Offenbar waren sie als Gegner des Kaisers aus Rom verbannt worden.
Während sich seine wirtschaftliche Lage in späteren Jahren verschlechterte – er musste von der Unterstützung seiner Freunde leben, wie er im letzten Abschnitt der Vita Gregorii andeutet –, gewann er unter dem Pontifikat Johannes VIII. ein sicher hohes Ansehen in der näheren Umgebung des Papstes. So stand er in einer engen Beziehung zu dem päpstlichen Bibliothekar Anastasius, der für ihn Übersetzungen aus dem Griechischen anfertigte.
Hymmonides wurde zudem beauftragt, die Lebensgeschichte Gregors des Großen zu verfassen. Wie er zu Beginn dieser Biographie schreibt, stellte Papst Johannes an den Vigilien des Heiligen Gregor (11. März) im Jahre 873 an seine Bischöfe die Frage, warum es zwar Lebensbeschreibungen Gregors von angelsächsischen und langobardischen Autoren gäbe, aber keine aus der römischen Kirche. Kurz nach Ostern 875 war das Werk vollendet. Im gleichen Jahr nahm Hymmonides auch an den Feierlichkeiten zur Kaiserkrönung Karls des Kahlen in Rom teil.
Er starb um 880, spätestens jedoch im Jahre 882, wie aus einem Brief Gauderichs an Papst Johannes VIII. hervorgeht.

## Werke

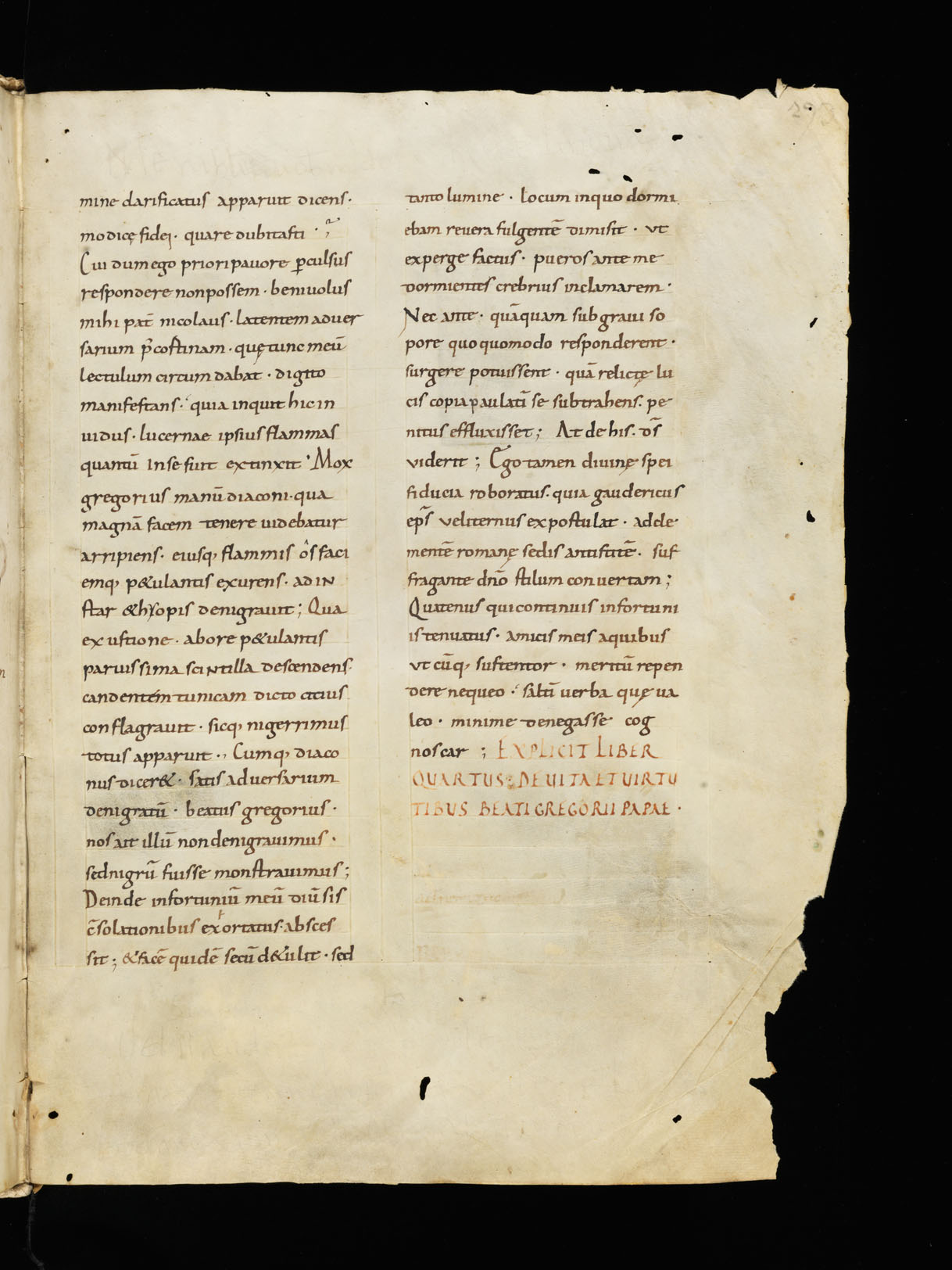
Letzte Seite der Lebensgeschichte Gregors I. (Stiftsbibliothek St. Gallen)

Aus dem Briefwechsel mit Anastasius und dem Wunsch nach Übersetzungen aus dem Griechischen geht hervor, dass Johannes plante, eine Kirchengeschichte zu verfassen, die jedoch wohl nicht zur Ausführung kam.
Das Hauptwerk des Hymmonides ist die Lebensgeschichte Papst Gregors des Großen, verfasst in den Jahren 873 bis 875. Aufgeteilt in vier Bücher beschreibt es in den ersten beiden Teilen das Leben Gregors vor und während dessen Pontifikats. Das dritte handelt von der Lehrtätigkeit des Papstes, das vierte von der Erkenntnis seiner Schwäche, der Notwendigkeit der täglichen Selbstbesinnung und den Wundern, die der Heilige nach seinem Tode bewirkt hatte. Das Werk entstand unter Verwendung der römischen Archive, d. h. vor allem der Briefregister des Papstes, und der zwei vorliegenden Papstviten, der angelsächsischen und derjenigen von Paulus Diaconus.
Im Jahr der Vollendung der Biographie Gregors kam es an Weihnachten, anlässlich der Krönung Karls des Kahlen, sehr zum Vergnügen des Kaisers und der Festgesellschaft zum Vortrag der satirischen Schrift Cena cypriani. Vor weiteren Lesungen dieses Werkes wurde es von Hymmonides inhaltlich und formal umgestaltet.
Stilistische und inhaltliche Anhaltspunkte lassen vermuten, dass Hymmonides auch Verfasser einer Lebensbeschreibung Papst Hadrians II. und Mitarbeiter am Liber Pontificalis war.
Eine Überarbeitung der Darstellung des Lebens des heiligen Clemens von Rom, die er auf Wunsch Gauderichs, des Bischofs von Velletri,
begann, konnte er nicht mehr vollenden.
Zunächst wurde Johannes auch häufig mit dem ebenfalls als Johannes Diaconus firmierenden Autor eines Briefes an einen vir illustris namens Senarius (epistula ad Senarium virum illustrem) identifiziert, der aber deutlich früher, wohl im 6. Jahrhundert, entstanden zu sein scheint.